# Richard Paltauf
Richard Paltauf, född den 9 februari 1858 i Judenburg, Steiermark, död den 22 april 1924 i Wien, var en österrikisk bakteriolog. 
Paltauf studerade i Graz och var assistent där och senare i Wien hos Johann Kundrat. Paltauf var ursprungligen patologisk anatom, ett ämne han hade habiliterat sig år 1888, men han reste till Paris, blev elev till Pasteur, och började studera vattuskräck, varefter han blev bakteriolog. Efter att ha vänt tillbaka till Wien blev han 1892 prosektor vid Rudolfstiftung och upprättade ett litet bakteriologiskt laboratorium, ur vilket det senare statliga seruminstitutet, vars ledare han var från 1895, utvecklade sig. Han upprättade också det första österrikiska institutet för bekämpande av vattuskräck. Paltauf utnämndes 1900 till ordinarie professor i allmän och experimentell patologi. På den posten utvecklade han en riklig litterär verksamhet och beskrev tillsammans med en elev bland annat halsens lymfogranulomatos (Paltauf-Sternbergs sjukdom). Hans arbeten kring agglutination blev också erkända som särdeles värdefulla.